# Luftgau III
Luftgau III foi um dos Distritos Aéreos da Luftwaffe, durante a Alemanha Nazi. Formada no dia 4 de Fevereiro de 1938, em Berlim. Na fase final da Segunda Guerra Mundial, foi movida para oeste para ajudar na Defesa do Reich.

## Comandantes
- Graf von Sponeck, 4 de Fevereiro de 1938 - 11 de Março de 1938[1]
- Hubert Weise, 11 de Março de 1938 - 3 de Outubro de 1939[1]
- Gerhard Hoffmann, 3 de Outubro de 1939 - 23 de Junho de 1940[1]
- Karl Alfred Haubold, 24 de Junho de 1940 - 18 de Março de 1943[1]
- Walter Friedensberg, 18 de Março de 1943 - 1 de Agosto de 1943[1]
- Gerhard Hoffmann, 1 de Agosto de 1943 - 20 de Fevereiro de 1945[1]
- Walter Boenicke, 20 de Fevereiro de 1945 - 25 de Abril de 1945[1]